# Grande Prêmio de San Marino e da Costa Rimini de Motovelocidade

O Grande Prêmio de San Marino e da Costa Rimini de MotoGP, ou simplesmente Grande Prêmio de San Marino de MotoGP é um evento motociclístico que faz parte do calendário do mundial de MotoGP. 
Apesar da designação, o Grande Prémio de San Marino foi sempre disputado em Itália, mas como já existia uma Grande Prémio de Itália, e aproveitando a proximidade com o principado, foi adoptada esta designação.

## História
O primeiro Grande Prémio de San Marino realizou-se em 1981 no Autódromo Enzo e Dino Ferrari (Imola), tendo depois se transferido para o Circuito de Mugello para a corrida de 1982. Em 1983, eles voltaram a Imola e em 1984 voltaram mais uma vez a Mugello. A partir da temporada de 1985, o local que sediou o GP de San Marino foi o Circuito Internazionale Santa Monica.
Em 1988 a prova saiu do calendário de MotoGP tendo regressado em 1991, desta vez em Mugello. A prova não constou do calendário de 1992 devido ao conflito que opunha Bernie Ecclestone e a associação de construtores (IRTA), tendo regressado em 1993 novamente em Mugello.
Depois disso, a etapa de San Marino foi retirada do calendário para a época de 1994 e levaria 13 anos até que a corrida de San Marino retornasse na época de 2007, onde permaneceu no calendário desde então.

## Vencedores do GP de San Marino
| Ano  | Pista  | MotoE             | MotoE      | Moto3          | Moto3      | Moto2             | Moto2      | MotoGP            | MotoGP     |
| Ano  | Pista  | Piloto            | Construtor | Piloto         | Construtor | Piloto            | Construtor | Piloto            | Construtor |
| ---- | ------ | ----------------- | ---------- | -------------- | ---------- | ----------------- | ---------- | ----------------- | ---------- |
| 2024 | Misano | Mattia Casadei    | Ducati     | Ángel Piqueras | Honda      | Ai Ogura          | Boscoscuro | Marc Márquez      | Ducati     |
| 2024 | Misano | Óscar Gutiérrez   | Ducati     | Ángel Piqueras | Honda      | Ai Ogura          | Boscoscuro | Marc Márquez      | Ducati     |
| 2023 | Misano | Mattia Casadei    | Ducati     | David Alonso   | Gas Gas    | Pedro Acosta      | Kalex      | Jorge Martín      | Ducati     |
| 2023 | Misano | Nicholas Spinelli | Ducati     | David Alonso   | Gas Gas    | Pedro Acosta      | Kalex      | Jorge Martín      | Ducati     |
| 2022 | Misano | Mattia Casadei    | Energica   | Dennis Foggia  | Honda      | Alonso López      | Boscoscuro | Francesco Bagnaia | Ducati     |
| 2022 | Misano | Matteo Ferrari    | Energica   | Dennis Foggia  | Honda      | Alonso López      | Boscoscuro | Francesco Bagnaia | Ducati     |
| 2021 | Misano | Jordi Torres      | Energica   | Dennis Foggia  | Honda      | Raúl Fernández    | Kalex      | Francesco Bagnaia | Ducati     |
| 2021 | Misano | Matteo Ferrari    | Energica   | Dennis Foggia  | Honda      | Raúl Fernández    | Kalex      | Francesco Bagnaia | Ducati     |
| 2020 | Misano | Matteo Ferrari    | Energica   | John McPhee    | Honda      | Luca Marini       | Kalex      | Franco Morbidelli | Yamaha     |
| 2019 | Misano | Matteo Ferrari    | Energica   | Tatsuki Suzuki | Honda      | Augusto Fernandez | Kalex      | Marc Marquez      | Honda      |
| 2019 | Misano | Matteo Ferrari    | Energica   | Tatsuki Suzuki | Honda      | Augusto Fernandez | Kalex      | Marc Marquez      | Honda      |

| Ano  | Pista   | Moto3               | Moto3   | Moto2               | Moto2    | MotoGP           | MotoGP | Resumo   |
| Ano  | Pista   | Piloto              | Moto    | Piloto              | Moto     | Piloto           | Moto   | Resumo   |
| ---- | ------- | ------------------- | ------- | ------------------- | -------- | ---------------- | ------ | -------- |
| 2018 | Misano  | Lorenzo Dalla Porta | Honda   | Francesco Bagnaia   | Kalex    | Andrea Dovizioso | Ducati | Detalhes |
| 2017 | Misano  | Romano Fenati       | Honda   | Dominique Aegerter  | Suter    | Marc Márquez     | Honda  | Detalhes |
| 2016 | Misano  | Brad Binder         | KTM     | Lorenzo Baldassarri | Kalex    | Dani Pedrosa     | Honda  | Detalhes |
| 2015 | Misano  | Enea Bastianini     | Honda   | Johann Zarco        | Kalex    | Marc Márquez     | Honda  | Detalhes |
| 2014 | Misano  | Álex Rins           | Honda   | Esteve Rabat        | Kalex    | Valentino Rossi  | Yamaha | Detalhes |
| 2013 | Misano  | Álex Rins           | KTM     | Pol Espargaró       | Kalex    | Jorge Lorenzo    | Yamaha | Detalhes |
| 2012 | Misano  | Sandro Cortese      | KTM     | Marc Márquez        | Suter    | Jorge Lorenzo    | Yamaha | Detalhes |
| Ano  | Pista   | 125 cc              | 125 cc  | Moto2               | Moto2    | MotoGP           | MotoGP | Resumo   |
| Ano  | Pista   | Piloto              | Moto    | Piloto              | Moto     | Piloto           | Moto   | Resumo   |
| 2011 | Misano  | Nicolás Terol       | Aprilia | Marc Márquez        | Suter    | Jorge Lorenzo    | Yamaha | Detalhes |
| 2010 | Misano  | Marc Márquez        | Derbi   | Toni Elías          | Moriwaki | Dani Pedrosa     | Honda  | Detalhes |
| Ano  | Pista   | 125 cc              | 125 cc  | 250 cc              | 250 cc   | MotoGP           | MotoGP | Resumo   |
| Ano  | Pista   | Piloto              | Moto    | Piloto              | Moto     | Piloto           | Moto   | Resumo   |
| 2009 | Misano  | Julián Simón        | Aprilia | Héctor Barberá      | Honda    | Valentino Rossi  | Yamaha | Detalhes |
| 2008 | Misano  | Gábor Talmácsi      | Aprilia | Álvaro Bautista     | Aprilia  | Valentino Rossi  | Yamaha | Detalhes |
| 2007 | Misano  | Mattia Pasini       | Aprilia | Jorge Lorenzo       | Aprilia  | Casey Stoner     | Ducati | Detalhes |
| Ano  | Pista   | 125 cc              | 125 cc  | 250 cc              | 250 cc   | 500 cc           | 500 cc | Resumo   |
| Ano  | Pista   | Piloto              | Moto    | Piloto              | Moto     | Piloto           | Moto   | Resumo   |
| 1993 | Mugello | Dirk Raudies        | Honda   | Loris Capirossi     | Honda    | Michael Doohan   | Honda  | Detalhes |
| 1991 | Mugello | Peter Öttl          | Rotax   | Luca Cadalora       | Honda    | Wayne Rainey     | Yamaha | Detalhes |

| Ano  | Pista   | 80 cc              | 80 cc   | 125 cc          | 125 cc    | 250 cc         | 250 cc        | 500 cc            | 500 cc | Resumo   |
| Ano  | Pista   | Piloto             | Moto    | Piloto          | Moto      | Piloto         | Moto          | Piloto            | Moto   | Resumo   |
| ---- | ------- | ------------------ | ------- | --------------- | --------- | -------------- | ------------- | ----------------- | ------ | -------- |
| 1987 | Misano  | Manuel Herreros    | Derbi   | Fausto Gresini  | Garelli   | Loris Reggiani | Aprilia-Rotax | Randy Mamola      | Yamaha | Detalhes |
| 1986 | Misano  | Pier Paolo Bianchi | Seel    | August Auinger  | MBA       | Tadahiko Taira | Yamaha        | Eddie Lawson      | Yamaha | Detalhes |
| 1985 | Misano  | Jorge Martínez     | Derbi   | Fausto Gresini  | Garelli   | Carlos Lavado  | Yamaha        | Eddie Lawson      | Yamaha | Detalhes |
| 1984 | Mugello | Gerhard Waibel     | Real    | Maurizio Vitali | MBA       | Manfred Herweh | Real-Rotax    | Randy Mamola      | Honda  | Detalhes |
| Ano  | Pista   | 50 cc              | 50 cc   | 125 cc          | 125 cc    | 250 cc         | 250 cc        | 500 cc            | 500 cc | Resumo   |
| Ano  | Pista   | Piloto             | Moto    | Piloto          | Moto      | Piloto         | Moto          | Piloto            | Moto   | Resumo   |
| 1983 | Ímola   | Ricardo Tormo      | Garelli | Maurizio Vitali | MBA       |                |               | Kenny Roberts     | Yamaha | Detalhes |
| 1982 | Mugello | Eugenio Lazzarini  | Garelli |                 |           | Anton Mang     | Kawasaki      | Freddie Spencer   | Honda  | Detalhes |
| 1981 | Ímola   | Ricardo Tormo      | Bultaco | Loris Reggiani  | Minarelli | Anton Mang     | Kawasaki      | Marco Lucchinelli | Suzuki | Detalhes |

### Pilotos com mais vitórias
| # Vit | Piloto            | vitórias  | vitórias                 |
| # Vit | Piloto            | Categoria | Anos                     |
| ----- | ----------------- | --------- | ------------------------ |
| 7     | Marc Márquez      | MotoGP    | 2015, 2017, 2019, 2024   |
| 7     | Marc Márquez      | Moto2     | 2011, 2012               |
| 7     | Marc Márquez      | 125 cc    | 2010                     |
| 4     | Jorge Lorenzo     | MotoGP    | 2011, 2012, 2013         |
| 4     | Jorge Lorenzo     | 250 cc    | 2007                     |
| 3     | Valentino Rossi   | MotoGP    | 2008, 2009, 2014         |
| 3     | Francesco Bagnaia | MotoGP    | 2021, 2022               |
| 3     | Francesco Bagnaia | Moto2     | 2018                     |
| 2     | Anton Mang        | 250 cc    | 1981, 1982               |
| 2     | Ricardo Tormo     | 50 cc     | 1981, 1983               |
| 2     | Maurizio Vitali   | 125 cc    | 1983, 1984               |
| 2     | Eddie Lawson      | 500 cc    | 1985, 1986               |
| 2     | Fausto Gresini    | 125 cc    | 1985, 1987               |
| 2     | Randy Mamola      | 500 cc    | 1984, 1987               |
| 2     | Loris Reggiani    | 250 cc    | 1987                     |
| 2     | Loris Reggiani    | 125 cc    | 1981                     |
| 2     | Álex Rins         | Moto3     | 2013, 2014               |
| 2     | Dani Pedrosa      | MotoGP    | 2010, 2016               |
| 2     | Dennis Foggia     | Moto3     | 2021, 2022               |
| 2     | Mattia Casadei    | MotoE     | 2023 Cor. 1, 2024 Cor. 1 |

### Construtores com mais vitórias
| # Vit | Construtor | Vitórias   | Vitórias                                                   |
| # Vit | Construtor | Categoria  | Anos                                                       |
| ----- | ---------- | ---------- | ---------------------------------------------------------- |
| 20    | Honda      | MotoGP     | 2010, 2015, 2016, 2017, 2019                               |
| 20    | Honda      | 500 cc     | 1982, 1984, 1993                                           |
| 20    | Honda      | 250 cc     | 1991, 1993, 2009                                           |
| 20    | Honda      | Moto3      | 2014, 2015, 2017, 2018, 2019, 2020, 2021, 2024             |
| 20    | Honda      | 125 cc     | 1993                                                       |
| 14    | Yamaha     | MotoGP     | 2008, 2009, 2011, 2012, 2013, 2014, 2020                   |
| 14    | Yamaha     | 500 cc     | 1983, 1985, 1986, 1987, 1991                               |
| 14    | Yamaha     | 250 cc     | 1985, 1986                                                 |
| 10    | Kalex      | Moto2      | 2013, 2014, 2015, 2016, 2017, 2018, 2019, 2020, 2021, 2023 |
| 10    | Ducati     | MotoGP     | 2007, 2018, 2021, 2022, 2023, 2024                         |
| 10    | Ducati     | MotoE      | 2023 Cor. 1, 2023 Cor. 2, 2024 Cor. 1, 2024 Cor. 2         |
| 8     | Aprilia    | 250 cc     | 1987, 2007, 2008, 2009                                     |
| 8     | Aprilia    | 125 cc     | 2007, 2008, 2009, 2011                                     |
| 4     | Garelli    | 125cc      | 1985, 1987                                                 |
| 4     | Garelli    | 50cc       | 1982, 1983                                                 |
| 3     | MBA        | 125cc      | 1983, 1984, 1986                                           |
| 3     | Derbi      | 125cc      | 2010                                                       |
| 3     | Derbi      | 80cc       | 1985, 1987                                                 |
| 3     | KTM        | Moto3      | 2012, 2013, 2016                                           |
| 2     | Kawasaki   | 250cc      | 1981, 1982                                                 |
| 2     | Real       | 250cc      | 1984                                                       |
| 2     | Real       | 80cc       | 1984                                                       |
| 2     | Suter      | Moto2      | 2011, 2012                                                 |
| 2     | Boscoscuro | 2022, 2024 |                                                            |